# Xàtiva
Xàtiva (galiciska: Xátiva) är en kommun i Spanien. Den ligger i provinsen Província de València och regionen Valencia, i den östra delen av landet, 300 km sydost om huvudstaden Madrid. Antalet invånare är 29 196. Arean är 77 kvadratkilometer. Xàtiva gränsar till L'Alcúdia de Crespìns, Barxeta, Canals, Cerdà, Estubeny, Genovés, La Granja de la Costera, Llocnou d'En Fenollet, Llanera de Ranes, Llosa de Ranes, Montesa, Novetlè, Rotglà i Corberà, Torrella, Vallés, Alcàntera de Xúquer, Beneixida, Carcaixent, Càrcer, L'Ènova, Manuel, Rafelguaraf, Sellent, Villanueva de Castellón, Anna, Enguera, Bellús, Benigànim, Guadasséquies, L'Olleria och Simat de la Valldigna. 
Terrängen i Xàtiva är varierad.